# 5289 Niemela
5289 Niemela eller 1990 KG2 är en asteroid i huvudbältet som upptäcktes den 28 maj 1990 av Félix Aguilar-observatoriet. Den är uppkallad efter Virpi Niemela.
Asteroiden har en diameter på ungefär 9 kilometer och den tillhör asteroidgruppen Eos.